# The September Issue
The September Issue è un documentario statunitense del 2009 diretto da R. J. Cutler e incentrato sul mondo della moda.
L'opera segue per diversi mesi Anna Wintour, la celebre direttrice di Vogue America, durante gli incontri di lavoro e le settimane della moda, insieme alla collega Grace Coddington. Il titolo fa riferimento al numero di settembre della rivista, considerato il più importante in quanto caratterizza le scelte editoriali di tutto l'anno.

## Sinossi
Il documentario ruota attorno alla realizzazione del numero di settembre di Vogue America, nel 2007 (il numero di tale mese è tradizionalmente il numero più grande e importante dell'anno).
Viene descritto lo sforzo che serve per creare la rivista e la passione che Grace Coddington, ex modella diventata direttrice creativa e l'unica persona che controbatte apertamente Anna Wintour, ha per la prestigiosa rivista di moda. Coddington è spesso ritratta come la principale vittima della personalità fortemente autoritaria di Wintour. Il rapporto tra Wintour e Coddington si rivela simbiotico, poiché la prima riconosce l'esperienza della seconda e il suo occhio attento per il design. Alla fine, Wintour approva la maggior parte delle idee di Coddington, che compaiono nella versione finale del numero di settembre.

## Edizione italiana
Il doppiaggio italiano è stato effettuato dalla “Direzione Produzione Radiofonia Rai”, con la direzione di Roberta Paladini e l'adattamento dei dialoghi di Sonia Secchi. È stato trasmesso in prima visione e in prima serata su Rai 5 il 17 gennaio 2011.

## Accoglienza
The September Issue ha ricevuto recensioni generalmente positive. Sull'aggregatore Rotten Tomatoes ha un indice di gradimento dell'83% basato su 114 recensioni, con un voto medio di 7 su 10. Il sito critici consenso si legge: «Questo documento sulla realizzazione del più grande numero di “Vogue” e sulla sua gelida caporedattrice è un affascinante piacere per gli occhi e un divertimento leggero». Su Metacritic ha una valutazione media di 69 su 100 basata su 28 recensioni, corrispondente a «recensioni generalmente favorevoli».

## Premi e riconoscimenti
- 2009 – Dallas-Fort Worth Film Critics Association[6]
  - Candidatura al miglior documentario
- 2009 – Satellite Award[7]
  - Candidatura al miglior documentario
- 2009 – Sundance Film Festival[8]
  - Miglior fotografia in un documentario a Robert Richman
  - Candidatura al miglior documentario
- 2010 – Cinema Eye Honors Awards[9]
  - Miglior regista (Scelta del Pubblico) a R. J. Cutler
  - Candidatura alla miglior produzione
- 2010 – International Cinephile Society[10]
  - Candidatura al miglior documentario